# Turkmenisches Teppichmuseum
Das Turkmenische Teppichmuseum ist eines der bedeutendsten Museen in der turkmenischen Hauptstadt Aşgabat und widmet sich den weltweit bekannten Turkmenischen Teppichen.

## Geschichte
Das Turkmenische Teppichmuseum wurde am 24. Oktober 1994 offiziell eröffnet. Das heutige Gebäude im Zentrum Aşgabats ist seit 2008 die Heimat des Museums. Die traditionelle Kunst der Teppichherstellung in Turkmenistan ist auch ein Teil der nationalen Identität des jungen Staates Turkmenistan und wird in dem Museum vermittelt.

## Gebäude
Das 2008 fertiggestellte Gebäude des Teppichmuseums liegt in zentrale Lage und hat eine Gesamtfläche von circa 5000 Quadratmetern. Das Eingangstor ist im Stile eines goldenen Teppichs gestaltet und an den Außenwänden des Gebäudes sind traditionelle turkmenische Teppichmuster abgebildet. Rund um das Museumsgebäude befindet sich eine Gartenanlage.

## Ausstellung

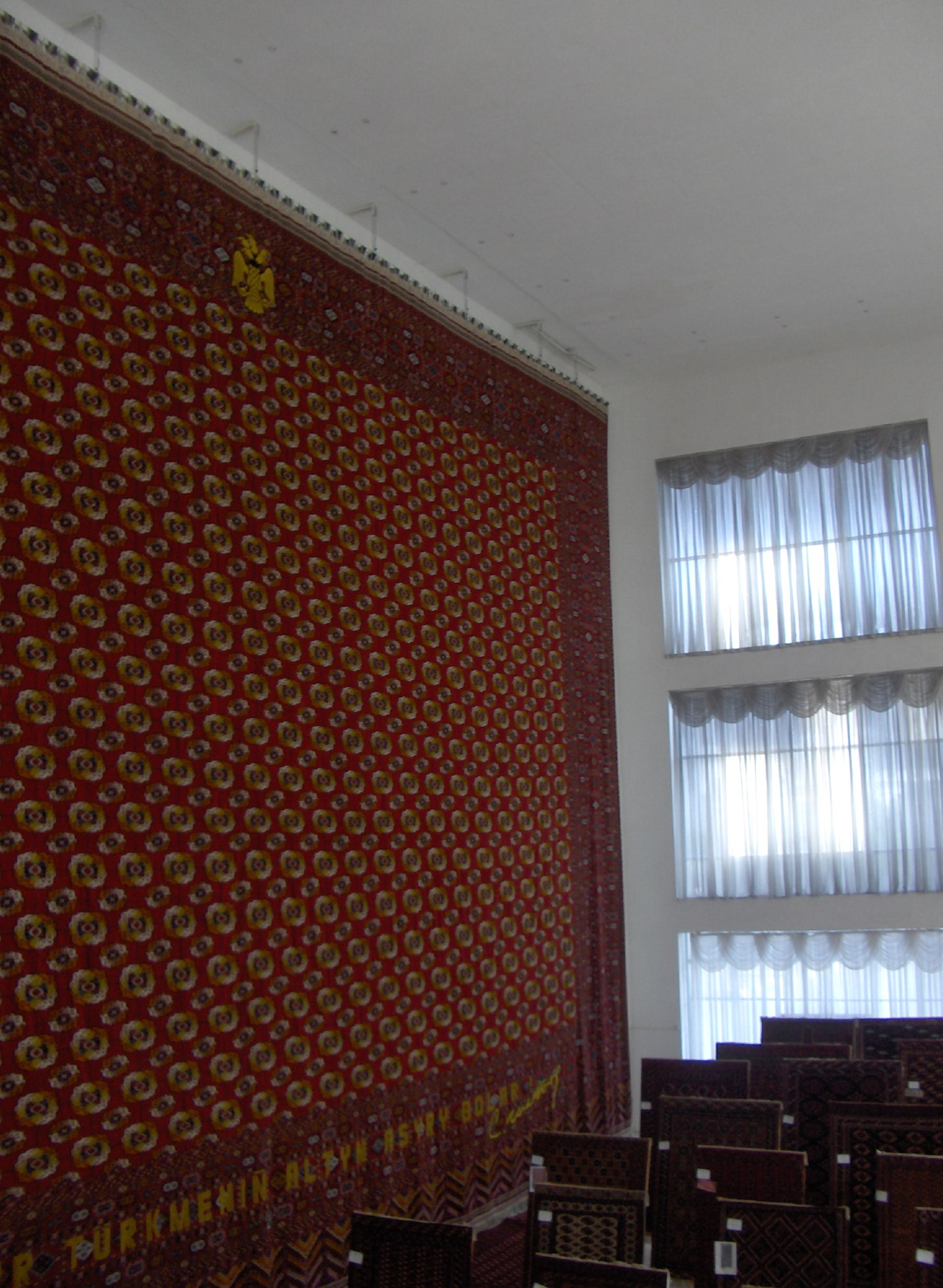
Der weltgrößte handgewobene Teppich

Das Museum beherbergt auf zwei Etagen eine der größten Sammlung turkmenischer Teppiche weltweit. Ziel der Ausstellung ist es, die turkmenische Tradition der Teppichherstellung und ihre Entwicklung im Laufe der vergangenen Jahrhunderte darzustellen. Zu diesem Zweck sind Ausstellungsstücke verschiedenen Alters in der Ausstellung zu finden, darunter mehrere Ausstellungsstücke datieren aus dem 17. Jahrhundert. Unter den Teppichen befindet sich auch der größte handgewobene Teppich der Welt, der mit einer Fläche von 301 Quadratmetern diesen Rekord innehat. Der Teppich ist der Amtszeit des verehrten Präsidenten Saparmyrat Nyýazow gewidmet. Ein weiterer Teppich zeigt die Familie Nyýazows. Der Personenkult um die beiden einzigen Präsidenten in der Geschichte des unabhängigen Turkmenistans, Saparmyrat Nyýazow und den amtierenden Präsidenten Gurbanguly Berdimuhamedow findet sich also auch im Turkmenischen Teppichmuseum wieder. Ein weiteres interessantes Werk trägt den Namen Teppich der Bruderschaft aller turkmenischen Stämme und vereint Stilelemente der verschiedenen turkmenischen Regionen und Stämme.

## Institution
Das Teppichmuseum hat gleichzeitig eine institutionelle Funktion im Bereich des Teppichhandels. Bevor turkmenische Teppiche exportiert werden können, muss eine offizielle Genehmigung eingeholt werden, die bescheinigt, dass die Richtlinien und Beschränkungen für den Export von Teppichen eingehalten sind. Diese Genehmigung kann nur von den Verantwortlichen des Turkmenischen Teppichmuseums ausgestellt werden.